# Croissance effective
La croissance effective est une notion d'économie qui désigne le taux de croissance économique mesuré pour une période donnée. 
La croissance effective est ainsi une donnée précise obtenue selon les valeurs réelles des niveaux de facteurs de production et de la productivité globale des facteurs. Ce concept macroéconomique est complémentaire à la croissance potentielle. Dans les faits ces deux mesures, de l'augmentation du produit global en termes réels, sont en moyenne similaire (sauf en cas de perturbations conjoncturelles ou structurelles : crise économique…)
Les économistes considèrent cette notion comme une "simple" appellation pour la croissance économique dans un pays. Néanmoins, ce terme est souvent présent dans les ouvrages d'économie pour éviter toute confusion avec d'autres formes de croissance (croissance endogène,croissance extensive…), pour marquer une précision ou éviter une trop grande répétition.